# Rulettstratégiák
Stratégiák rengetegét lehetne sorra venni, amelyek megkönnyítik a játékosok eligazodását a rulett rejtélyes világában. Az alábbiakban felsoroltak gyakran fordulnak elő a rulettben, rövid leírásuk segít megismertetni a lényegüket.

## Stratégiák

### Martingale-stratégia
Nem csak a blackjack- vagy rulettasztaloknál úgymond bevett szokás, a tőzsdézők is előszeretettel használják. E stratégiában két kulcsszó van: duplázás és következetesség. Amikor elvesztünk egy tétet, a következő körben annak a dupláját kell feltenni, ugyanarra a mezőre. Ennek a hátránya az aránylag nagy tőkeigényben rejlik, és bár nagyon ritkák azok az esetek, ahol hosszúra nyúlik a vesztő széria, előfordulhat azonban, hogy nagyobb összegeket kell kockáztatni csupán egy egységnyi nyereségért.

### Anti-Martingale-stratégia
Az eredeti stratégia hiányosságait küszöbölve a legfőbb elve, hogy csak a már elnyert pénzt érdemes kockáztatni. Tehát csak akkor duplázik a játékos, amikor nyer, illetve ha veszít, akkor visszatér az eredeti téthez. Így csak abban az esetben kockáztat pénzt a játékos, amikor nagy esély van a nyerésre.

### Labouchere-stratégia[1]
E stratégia a volt brit pénzügyminiszter, Henry Labouchere nevéhez köthető, aki a 19. században szolgálta hazáját Viktória brit királynő uralkodásának ideje alatt. A hirtelen nagy összegek nyerése helyett a folyamatos és aránylag biztos nyeremények taktikája.
Továbbá színesíti még a stratégiák palettáját az úgynevezett fordított Labouchere-stratégia.

### Az Insurance- és a „666” stratégia
A címben szereplő két stratégia a nagy tőkével rendelkező játékosok körében népszerű, mindkettő biztonságos és hatásos. Az Insurance-stratégia használatakor valamelyik tucatot és 1–18 vagy 19–36 között a számokat is megteszik, a 666-stratégia esetében pedig csak 4 számra nem kerül tét. Mindkettő esetében kicsi a kockázat esélye, mivel csak kevés kimenetel jár veszteséggel.

### Oscar Grind-rulettstratégia
A stratégia Oscar Grindről kapta a nevét, aki az 1960-as évek közepén tesztelte a rendszert. A stratégia kis lépésenként kis értékű nyereményt hoz, egy-egy ciklus akkor ér véget, ha a játékos nyer, ekkor újra kell kezdeni.

### Triplázós rulettstratégia
A triplázós rulett stratégia során a háromesélyes rubrikák valamelyikére helyezzük el tétünket. Ilyen háromesélyes tétek a harmadok vagy tucatok(dozens), illetve az oszlopok(rows). Elsőlépésként az általunk választott mezőre felteszünk 1$-t. Abban az esetben, ha nyerünk a következő körben is csak 1$-t teszünk fel, viszont ha vesztünk, akkor emeljük a tétet. Mindig annyival emeljünk, hogy az addig elvesztett tétek és az épp felrakott tét összege kevesebb legyen, mint az épp felrakott tétből nyerhető összeg. 